# Пус, Шарль
Шарль Пус (фр. Charles Pous, 7 января 1949, Лион, Франция — 29 июля 2015, Ла-Мюлатьер, Франция) — французский хоккеист (хоккей на траве), полузащитник.

## Биография
Шарль Пус родился 7 января 1949 года во французском городе Лион.
В 1965 году стал чемпионом Франции среди юношей. Играл в хоккей на траве за «Лион», в составе которого 11 раз выигрывал чемпионат страны.
В 1968 году вошёл в состав сборной Франции по хоккею на траве на Олимпийских играх в Мехико, занявшей 10-е место. Играл на позиции полузащитника, провёл 4 матча, мячей не забивал.
В 1972 году вошёл в состав сборной Франции по хоккею на траве на Олимпийских играх в Мюнхене, занявшей 12-е место. Играл на позиции полузащитника, провёл 8 матчей, забил 3 мяча (по одному в ворота сборных Уганды, Испании и Польши).
В течение карьеры провёл за сборную Франции 68 матчей.
Умер 29 июля 2015 года во французской коммуне Ла-Мюлатьер. Похоронен в Лионе.